# Jasień
Jasień (germană Gassen) este un oraș în Polonia. În 2015 avea 4429 de locuitori.